# 1707년 연합법
1707년 연합법(영어: Acts of Union 1707, 스코트어: Acts o Union 1707)은 스코틀랜드 왕국과 잉글랜드 왕국이 합병하여 그레이트브리튼 왕국이 될 것을 결의한 법이다. 1706년에 추진된 스코틀랜드 왕국과 잉글랜드 왕국 간의 연합 조약에 따라 1707년 스코틀랜드 의회와 잉글랜드 의회에서 결의되었다. 이 결과 왕국의 합병과 함께 의회 역시 영국 의회로 단일화되었다.

## 역사
1603년 잉글랜드의 엘리자베스 1세의 뒤를 이어 스코틀랜드의 제임스 6세가 잉글랜드의 국왕으로 즉위하였다. 이로써 스코틀랜드 왕국과 잉글랜드 왕국은 한 명의 군주에 의해 통치되는 동군연합인 왕국 연합을 이루게 되었다. 이후 스튜어트 왕가가 스코틀랜드와 잉글랜드의 군주로 통치하였으나 두 왕국은 엄연히 별개의 독립국이었다. 잉글랜드 내전과 명예혁명을 거친 후 1698년부터 합병론이 확산되었으며 1706년 두 왕국의 합병이 결정되었다. 1707년 스코틀랜드 의회와 잉글랜드 의회를 통과한 "연합법"이 발효되었다.

## 주요내용
1707년 연합법은 그레이트브리튼 왕국의 수도를 런던으로 하고 연합 왕국의 의회의 의사당을 잉글랜드 의회가 열렸던 웨스트민스터 궁전으로 하였다. 한편, 동군연합이었던 아일랜드 왕국은 이 연합에서 제외되었다. 때문에, 이 법은 후일 아일랜드 왕국을 합병한 1801년 연합법과 구분하기 위해 1707년 연합법으로 불린다.

## 같이 보기
- 1800년 연합법
- 영국 의회
- 통일
- 스코틀랜드 독립운동